# 中国人民解放军空军第十航空学校
中国人民解放军空军第十航空学校，简称空军第十航空学校，是曾经存在的一所空军飞行类院校，隶属中国人民解放军成都军区空军。

## 沿革
- 1968年4月1日，组建中国人民解放军空军第十航空学校，校部设在黑龙江省齐齐哈尔市三家子机场[1]。校长张秀全，政委姚智，参谋长王岱云。辖初教一团（原四航校齐齐哈尔团）、初教二团（七航校二道湾团）。副参谋长林德信带先遣组到云南着手修建机场和营房，为迁校准备。
- 1969年2月，中央军委决定，学校进驻云南。1969年5月，校机关和一团铁路运输前往云南。至1970年5月，学校校部及两个团全部离开黑龙江省[1]。校部及飞行理论训练处驻云南省曲靖县，第一初级飞行训练团驻沾益县沾益机场，第二初级飞行训练团驻昭通县昭通机场[2]。两座机场均为抗战时期修建的泥结碎石跑道。
- 1971年4月，组建第三高级训练团，驻云南省陆良县陆良机场[2]。
- 1976年4月，组建第四高级训练团，驻云南省祥云县祥云机场[2]。
- 1985年8月，空军第十航空学校撤编[2][3]。改为成都军区空军87187部队，驻云南省曲靖市[4]。

## 历任领导
| 校长 - 张秀泉（1968年—？） - 王岱云（？—？） - 张树森（？—1985年） | 政治委员 - 姚智（？—？） - 林凯（？—？） - 冯玉秀（？—？） - 徐刃峰（？—1985年） |